# Ouled Mimoun (distrito)
Ouled Mimoun é um distrito localizado na província de Tremecém, no noroeste da Argélia. Em 2008, sua população era de 36 355 habitantes.